# Біла мечеть Шерефудіна

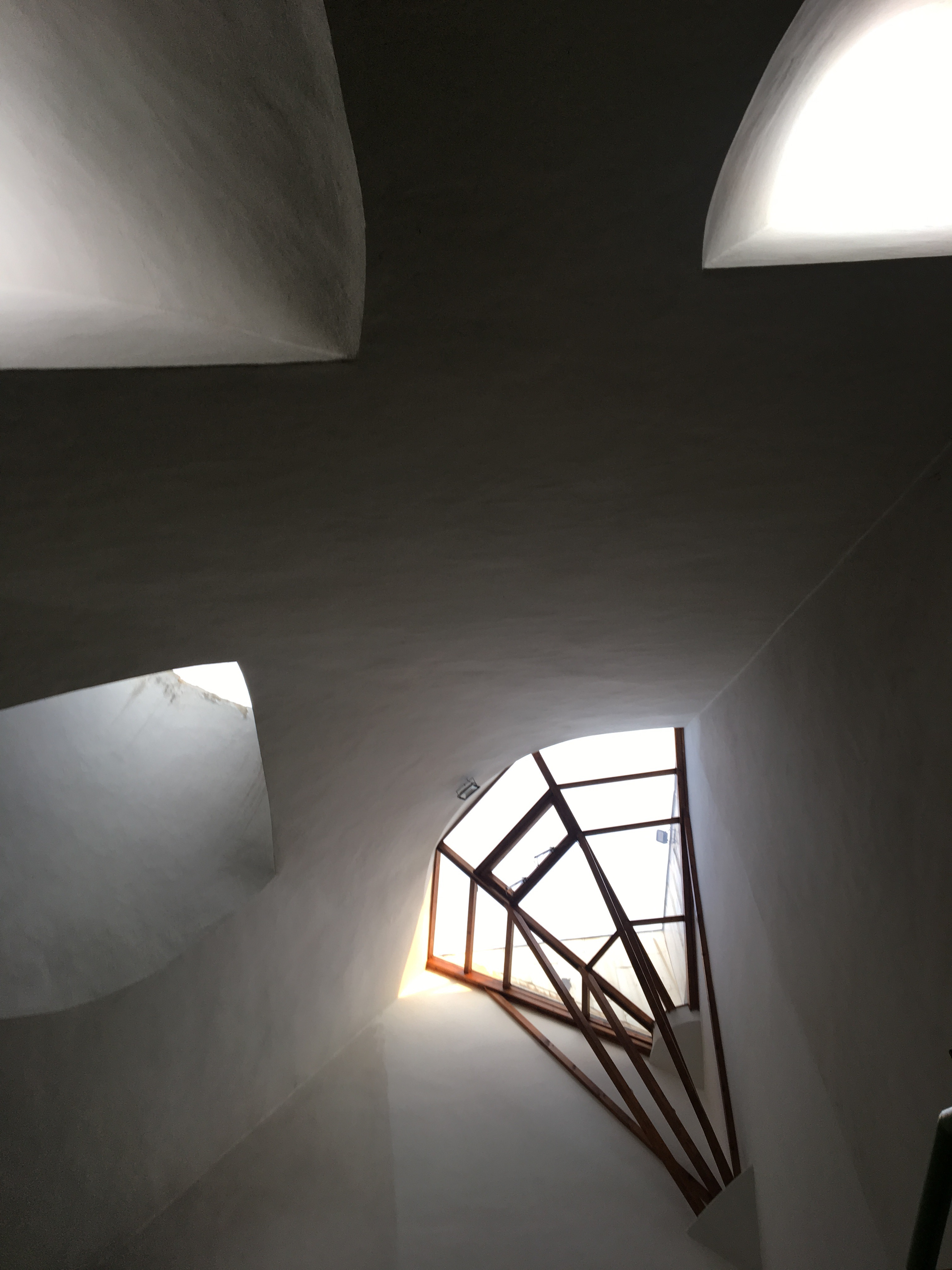
Мансардні вікна в інтер'єрі мечеті

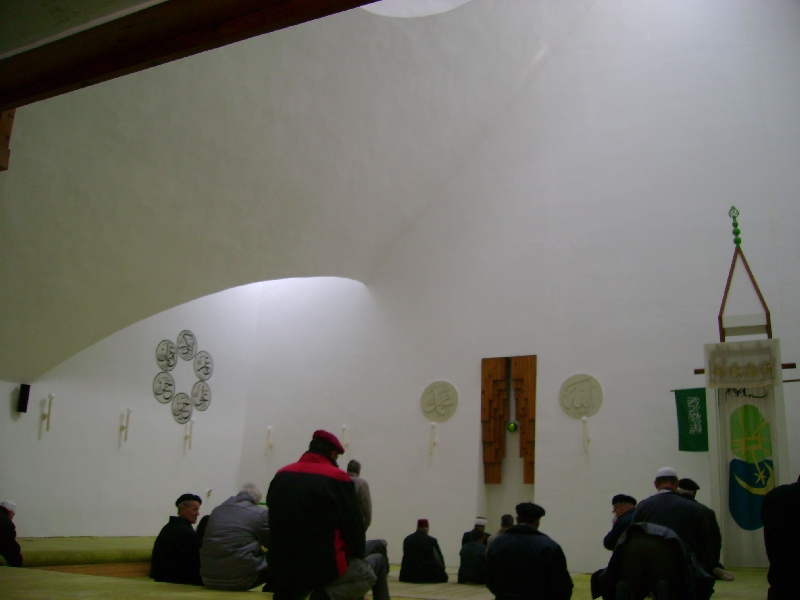
Інтер'єр мечеті

Біла мечеть Шерефудіна (босн. Šerefudinova Bijela džamija) — мечеть, розташована у місті Високо, Боснія і Герцеговина. Архітектор мечеті — Златко Углєн. Оригінальна мечеть була побудована в 1477 році, але вона була повністю реконструйована і закінчена в 1980 році.

## План, структура та матеріали
Мечеть складається з п'яти функціональних зон:
- Доступ до простору та першого внутрішнього дворика
- Мечеть
- Добудова
- Кладовище
- Мінарети

Центральний простір мечеті призначений як для молитви, так і для інших релігійних заходів, таких як лекції та дискусії. Крита зона для молитви — прибудова. Добудова складається з невеликої аудиторії та кабінету. Традиційно в боснійських мечетях кладовища виконують роль буфера між мечеттю та іншими будівлями, але в цьому випадку кладовище є ізольованим. Архітектор Златко Углєн використав традиційне планування боснійських мечетей, що складаються із внутрішнього дворику, що веде до квадратної молитовної площі, над якою височіє купол. Різниця полягає в незвичному розташуванні цієї концепції, коли великі скляні панелі роблять цю мечеть більш інтегрованою з рештою будівлі. Вікна з п'ятьма панелями символізують П'ять стовпів ісламу, але також проливають світло в інтер'єр. Південно-східний фасад купола звернений до Кааби. Фонтани, кафедра та інші декоративні елементи прості, як і каліграфія в інтер'єрі, яка є простою та читабельною. І інтер'єр, і екстер'єр мечеті пофарбовані в білий колір, тоді як бежевий колір використовувався для підлоги, а зелений - для кількох металевих елементів, таких як рами та труби.

## Нагороди за архітектуру
- Найвизначніша нагорода прийшла в 1983 році, коли Мережа розвитку Ага Хана визнала цю мечеть як одну з найцінніших сучасних мечетей, побудованих у Боснії та Герцеговині. Мережа заявила, що:Мечеть служить релігійним та інтелектуальним центром для своєї громади. Її геометрично простий план охоплює складний, нахилений стелею, об'єм скіліт, чистий, абстрактний, мало орнаментований і пофарбований у білий колір. Архетипна боснійська мечеть має простий квадратний план, увінчаний куполом і введений за допомогою невеликого ганку. План Білої мечеті відповідає архетипу, але її дах являє собою вільно деформовану чверть купола, пронизану п'ятьма мансардними вікнами, які самі складаються з сегментів квартальних куполів. Ефектом є протистояння між елементарним планом та складною ієрархією конусів даху. Основні символічні елементи, міхраб, мінбар, мінарет та фонтани, мають свіжий характер народного мистецтва, тонко підсилений авангардною геометрією їх обстановки. Журі високо оцінило мечеть за її сміливість, креативність та блиск, а також її оригінальність та новаторство.
- У 2007 році мечеть отримала чергове визнання — цього разу від угорських архітекторів за те, що мечеть є одним із трьох найкраще спроектованих культових місць у Європі.